# 至尊小超人
至尊小超人（superboy-prime）是DC漫畫公司作品中的超级反派之一。至尊小超人在DC漫畫公司系列作品中亦属于候补超人之一。该角色最早在1985年11月的作品中登场，其创作者为科特·斯万和埃利奧特·馬金创作。

## 外部連結
- 漫画书数据库：Superboy (Earth-Prime).
- 漫画书数据库：Superman-Prime.